# Harry de Keijser
Henricus Johannes Maria (Harry) de Keijser (Roosendaal, 11 september 1900 – Leusden, 2 januari 1995) was een Nederlandse atleet, die zich in verschillende atletiekdisciplines wist te onderscheiden. Hij verzamelde gedurende zijn atletiekloopbaan zeven nationale titels op vier verschillende onderdelen en verbeterde bij het polsstokhoogspringen driemaal het Nederlandse record. Hij nam eenmaal deel aan de Olympische Spelen.

## Biografie

### Nederlandse titels
De Keijser, die lid was van de Zwolse atletiekvereniging ZAC, deed voor de eerste maal op nationaal niveau van zich spreken, toen hij bij de Nederlandse kampioenschappen in 1921 twee titels veroverde: hij won het polsstokhoogspringen en het kogelslingeren, al werd deze laatste titel niet toegekend, omdat de vereiste limiet niet was gehaald. In datzelfde jaar bracht hij het Nederlandse record bij het polsstokhoogspringen op 3,45 m.
In de drie navolgende jaren voegde Harry de Keijser vijf titels aan zijn palmares toe, twee bij het polsstokhoogspringen, twee bij het discuswerpen en één bij het speerwerpen en bracht hij zijn eigen nationale record bij het polsstokhoogspringen via 3,517 in 1922 op 3,595 in 1923. Dit laatste record bleef onaangetast tot 1928.
In de jaren twintig van de 20e eeuw werden er nog geen nationale kampioenschappen op de meerkamp gehouden. Dit gebeurde pas voor de eerste maal in 1932. Het ligt voor de hand om te veronderstellen, dat De Keijser in deze discipline eveneens enkele nationale titels had kunnen veroveren.

### Olympische Spelen 1924
In 1924 maakte Harry de Keijser deel uit van de Nederlandse delegatie naar de Olympische Spelen in Parijs. Hij nam er deel aan drie onderdelen: het polsstokhoogspringen, de vijfkamp en de tienkamp. Op het eerste onderdeel wist hij niet tot de finale door te dringen. Met een hoogte van 3,40 strandde hij in de kwalificatieronde. Op de vijfkamp was hij na drie nummers niet geplaatst bij de beste twaalf (verspringen: 20e met 6,19; speerwerpen 17e met 44,07; 200 m: 15e ex aequo met 24 1/5 s). Op de tienkamp behaalde hij zijn beste resultaat. Met een totaal van 6509,61 punten klasseerde hij zich als tiende.
In de jaren die volgden ontwikkelde Harry de Keijser zich gestaag en presteerde hij tot in het begin van de jaren dertig op verschillende nummers steeds beter. Een nationale titel was voor hem na 1924 echter niet meer weggelegd.

### Militaire dienst
De Keijser, die beroepsmilitair was, werd later door het KNIL uitgezonden naar Nederlands-Indië, waar hij uiteindelijk de rang van luitenant-kolonel bereikte. In 1951 keerde hij terug naar Nederland en werd hij als luitenant-kolonel geplaatst bij de Luchtmacht op de vliegbasis Twente. Na zijn pensionering werd hij hoofd administratie en conservator van Bronbeek bij Arnhem.

## Nederlandse kampioenschappen
| Onderdeel            | Jaar             |
| -------------------- | ---------------- |
| polsstokhoogspringen | 1921, 1922, 1923 |
| discuswerpen         | 1923, 1924       |
| speerwerpen          | 1924             |
| kogelslingeren       | 1921 *           |

* In 1921 werd de titel niet toegekend, omdat de limiet niet was gehaald

## Persoonlijke records
| Onderdeel            | Prestatie | Jaar |
| -------------------- | --------- | ---- |
| polsstokhoogspringen | 3,80 m    | 1932 |
| discuswerpen         | 42,34 m   |      |
| tienkamp             | 6509,61 p | 1924 |

## Palmares

### polsstokhoogspringen
- 1921:  NK - 3,20 m
- 1922:  NK - 3,517 m
- 1923:  NK - 3,40 m
- 1924: 7e in kwal. OS - 3,40 m

### discuswerpen
- 1923:  NK - 36,50 m
- 1924:  NK - 38,15 m

### speerwerpen
- 1924:  NK - 49,17 m

### kogelslingeren
- 1921:  NK - 26,40 m

### vijfkamp
- 1924: 16e ex aeq. OS - 52 p

### tienkamp
- 1924: 10e OS - 6509,61 p